# Iniostichus longipetiolatus
Iniostichus longipetiolatus är en stekelart som beskrevs av Kamijo och Ikeda 1997. Iniostichus longipetiolatus ingår i släktet Iniostichus och familjen finglanssteklar.
Artens utbredningsområde är Nepal. Inga underarter finns listade i Catalogue of Life.